# Łowczyk czczony
Łowczyk czczony, łowiec czczony (Todiramphus sanctus) – gatunek średniej wielkości ptaka z rodziny zimorodkowatych (Alcedinidae). Występuje w Australazji, zimą także w Indonezji. Nie jest zagrożony.

## Morfologia
Długość ciała: 19–24 cm. Masa ciała: średnio 45 g.
Wierzch niebieskozielony. Na czole małe płowe znaczki, obroża płowa do białej. Młode mniej intensywnie ubarwione.

## Zasięg i środowisko
Osiadły lub wędrowny, pospolity w widnych lasach i zadrzewieniach Indonezji, Nowej Gwinei, Australii, Nowej Zelandii i wysp zachodniego Pacyfiku.

## Ekologia i zachowanie

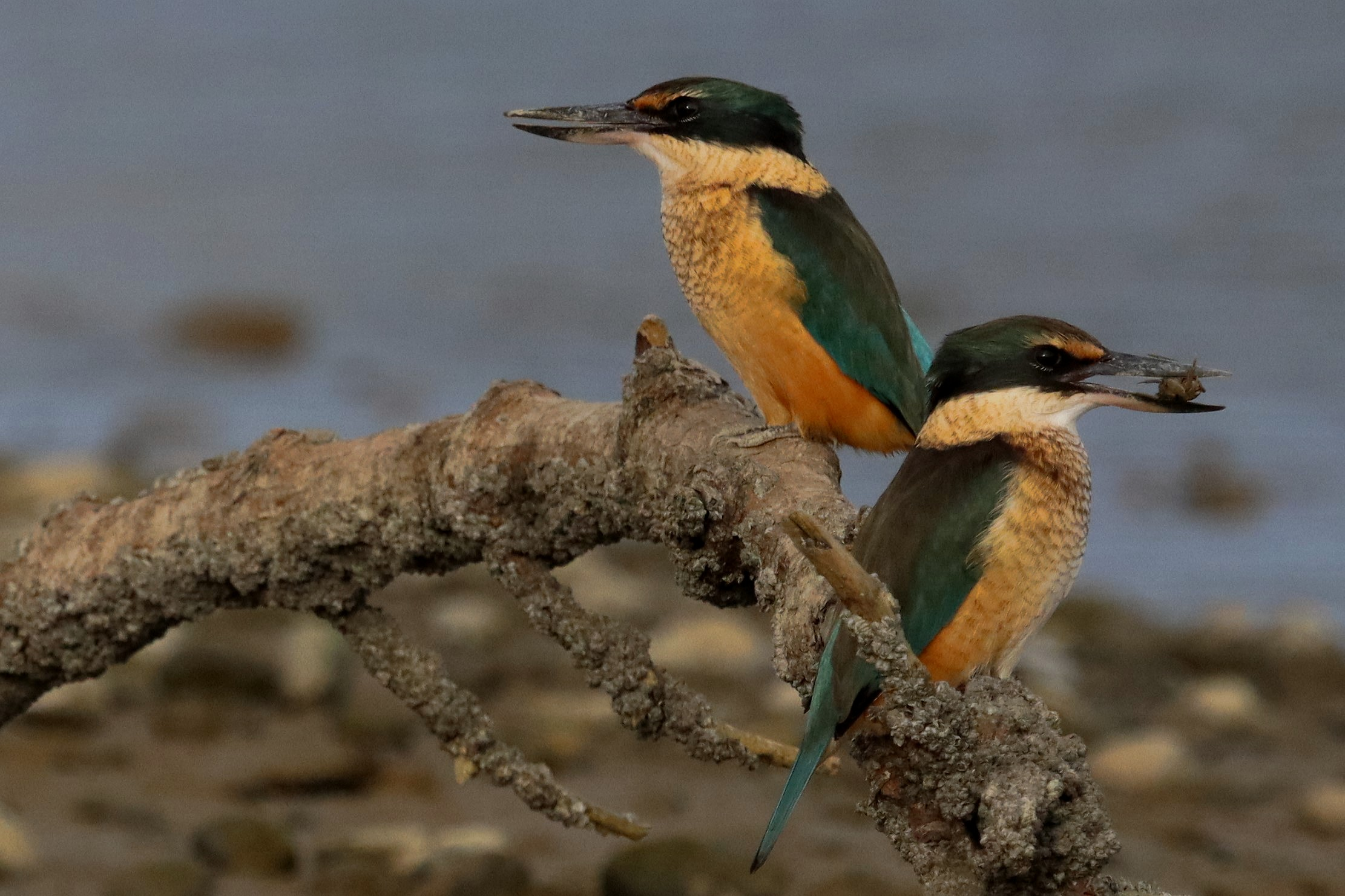
Łowczyk z krabem w dziobie, Nowa Zelandia.

GłosKilkusylabowe, opadające piski i wibrujące okrzyki.
LęgiPtaki te przez większość roku prowadzą przeważnie samotny tryb życia, tylko na sezon lęgowy łączą się w pary. Wyprowadzają zwykle dwa lęgi w sezonie lęgowym, który trwa od września do grudnia, a niekiedy (gdy warunki na to pozwolą) i do marca. Gniazdo stanowi nora wykopana w kopcu termitów lub w brzegu rzeki, bądź dziupla w drzewie. Jego przygotowaniem zajmują się oba ptaki z pary, podobnie jak wysiadywaniem jaj (w liczbie 3–6) i opieką nad pisklętami. Wysiadywanie trwa około 18 dni, a młode opuszczają gniazdo po około 26 dniach od wyklucia.
PożywienieŁowczyk czczony żeruje głównie na lądzie, tylko od czasu do czasu chwyta zdobycz w wodzie. Żywi się skorupiakami, drobnymi gadami, owadami i ich larwami, rzadziej rybami. Ptak siada na nisko usytuowanej, odsłoniętej gałęzi i wypatruje zdobyczy. Gdy ofiara zostanie zlokalizowana, pikuje w dół i chwyta ją dziobem, po czym wraca na gałąź, aby ją zjeść.

## Status
IUCN uznaje łowczyka czczonego za gatunek najmniejszej troski (LC, Least Concern). Trend liczebności populacji uznawany jest za wzrostowy.

## Podgatunki
Międzynarodowy Komitet Ornitologiczny (IOC) wyróżnia 5 podgatunków T. sanctus:
- T. s. sanctus (Vigors & Horsfield, 1827) – Australia (bez Tasmanii) do wschodnich Wysp Salomona, poza sezonem lęgowym migruje do Indonezji i Melanezji[2]
- T. s. vagans (R. Lesson, 1828) – Nowa Zelandia, wyspy Lord Howe i Kermadec
- T. s. norfolkiensis (Tristram, 1885) – wyspa Norfolk
- T. s. canacorum (L. Brasil, 1916) – wyspy Nowa Kaledonia (Grande Terre) i Île des Pins
- T. s. macmillani (Mayr, 1940) – Wyspy Lojalności

Za podgatunek łowczyka czczonego bywał także uznawany łowczyk płaskodzioby (Todiramphus recurvirostris). 